# Жидкость Латтинжера
Жидкость Томонаги — Латтинжера, или просто жидкость Латтинжера, — это теоретическая модель, описывающая взаимодействие электронов (или других фермионов) в одномерном проводнике (например, в квантовых проволоках, таких как углеродные нанотрубки). Такая модель необходима, поскольку обычно используемая модель Ферми-жидкости теряет применимость в одномерном случае.
Жидкость Томонаги — Латтинжера была впервые предложена Томонагой в 1950 году. Модель показала, что при определенных ограничениях во втором порядке теории возмущений взаимодействие между электронами можно смоделировать как взаимодействие бозонов. В 1963 году Латтинжер переформулировал теорию в терминах блоховских звуковых волн и показал, что ограничения, предложенные Томонагой, были не нужны для того, чтобы рассматривать возмущения второго порядка как бозоны. Но его решение было неправильным, правильное было дано Маттисом и Либом в 1965.

## Теория
Теория жидкости Латтинджера описывает низкоэнергетические возбуждения в одномерном электронном газе (1ДЭГ) как бозоны. Гамильтониан для свободных электронов:
{\displaystyle H=\sum _{k}\epsilon _{k}c_{k}^{\dagger }c_{k}}
разделяется на электроны движущиеся налево и направо и подвергается линеаризации с помощью аппроксимации {\displaystyle \epsilon _{k}\approx \pm v_{F}(k-k_{F})} в диапазоне {\displaystyle \Lambda }:
{\displaystyle H=\sum _{k=k_{F}-\Lambda }^{k_{F}+\Lambda }v_{F}k(c_{k}^{R\dagger }c_{k}^{R}-c_{k}^{L\dagger }c_{k}^{L})}
Выражения для бозонов в терминах фермионов используются, чтобы представить гамильтониан в виде произведения двух бозонных операторов В преобразовании Боголюбова.
Такую бозонизацию можно тогда использовать, чтобы предсказать разделение спина и заряда. Электрон-электронное взаимодействие можно использовать для расчета корреляционных функций.

## Особенности
Среди отличительных особенностей жидкости Латтинжера выделяют следующие:
- Реакция плотности заряда (или частиц) на внешнее возмущение — волны (плазмоны — или волны зарядовой плотности), распространяющиеся со скоростью, которая определяется силой взаимодействия, и средней плотностью. Для невзаимодействующей системы, это скорость волны равна скорости Ферми, в то время как она выше (ниже) для потенциала отталкивания (притяжения).
- Кроме того, есть волны спиновой плотности (скорость которых, в низшем приближении, равна невозмущенной скорости Ферми). Эти волны распространяются независимо от волн зарядовой плотности. Этот факт известен как разделение спина и заряда.
- Волны заряда и спина являются элементарными возбуждениями жидкости Латтинжера, в отличие от квазичастиц в Ферми-жидкости (которые несут спин и заряда). Математическое описание задачи упрощается с точки зрения этих волн (решение одномерного волнового уравнения), и большая часть работы состоит в обратном преобразовании, чтобы получить свойства самих частиц (или исследования примесей или и других ситуациях, где важно обратное рассеяние).
- Даже при нулевой температуре, функция распределения импульса частицы не имеет резкого скачка, в отличие от Ферми-жидкости (где этот скачок указывает на наличие Ферми-поверхности).
- Отсутствует 'квазичастичный пик' спектральной функции в импульсном представлении (то есть нет пика, ширина которого становится гораздо меньше энергии возбуждения выше уровня Ферми, как в случае Ферми-жидкости). Вместо этого, существует степенная сингулярность, с 'неуниверсальной' экспонентой, которая зависит от силы взаимодействия.
- Вокруг примесей, есть обычные фриделевские осцилляции в плотности заряда, в окрестности волнового вектора {\displaystyle 2k_{\text{F}}}. Однако, в отличие от Ферми-жидкости, их затухание на больших расстояниях регулируется ещё одним показателем зависящим от силы взаимодействия.
- При малых температурах, рассеяние на этих фриделевских осцилляциях становится настолько эффективным, что фактическая сила примеси становится бесконечной, выключая транспорт в квантовой проволоки. Точнее, проводимость становится равной нулю, так как температура и тянущее напряжение стремятся к нулю (и увеличивается как функция напряжения и температуры по степенному закону, с показателем зависящим от силы взаимодействия).
- Кроме того, туннельный эффект подавляется до нуля при низких напряжениях и температурах, по степенному закону.

Модель жидкости Латтинжера тем самым описывает универсальные низкочастотное/длинноволновое поведение любой одномерной системы взаимодействующих фермионов (что не претерпела фазовый переход в другое состояние).

## Физические системы
Среди физических систем, которые как полагают описываются этой моделью выделяют:
- искусственные квантовые нити (одномерные каналы) созданные путём приложения затворного напряжения к двумерному электронному газу, или другим способом (литография, АСМ и др.)
- электроны в углеродных нанотрубках[1]
- электроны, проводимости в режиме дробного квантового эффекта Холла или целочисленного квантового эффекта Холла хотя последний пример часто считается более тривиальным случаем.
- прыжковая проводимость вдоль одномерной цепочки молекул (например, некоторые органические молекулярные кристаллы)
- фермионные атомы в квазиодномерных атомных ловушках
- 1Д цепочки из полуцелых спинов, описываемых моделью Гейзенберга (модель жидкости Латтинжера также работает для целых спинов в достаточно большом магнитном поле)

Попытки продемонстрировать жидкость Латтинжера в этих системах являются предметом экспериментального исследования в физике конденсированных сред.